# Carl Anton von Meyer
Carl Anton von Meyer (en rus: Карл Анто́нович фон Ме́йер, Karl Antonovich von Meyer) (1 d'abril de 1795 a Vítsiebsk - 24 de febrer de 1855 a Sant Petersburg) va ser un botànic alemany nacionalitzat rus.
Va estudiar a la Universitat de Dorpat (1813-14) tenint com a professor a Karl Friedrich von Ledebour, amb qui més tard emprengué una expedició a Crimea (1818). El 1826, amb Ledebour i Alexander G. von Bunge, va tenir part en l'expedició a les Muntanyes Altai i l'Estepa Kirghiz (Kazakhstan). Les plantes que van recollir formen la base de l'obra "Flora Altaica" (en 4 volums 1829- 1833).
El 1835 treballà com a botànic a l'Acadèmia de Ciències de Sant Petersburg al costat de Friedrich Ernst Ludwig von Fischer. El 1844 succeí Carl Bernhard von Trinius.

## Publicacions
Junt amb els seus escrits sobre Cruciferae i Polygonaceae. Aquestes són les seves obres principals:
- Enumeratio plantarum novarum a cl. Schrenk lectarum. (amb Friedrich Ernst Ludwig von Fischer), 1841-1842.
- Flora Altaica; scripsit Carolus Fridericus a Ledebour, adiutoribus Car. Ant. Meyer et Al. a Bunge. (amb Karl Friedrich von Ledebour and Alexander Georg von Bunge), 1829-1833.
- Versuch einer Monographie der Gattung Ephedra : durch Abbildungen erläutert, 1846.[2]